# NGC 5845
NGC 5845 (również PGC 53901 lub UGC 9700) – galaktyka eliptyczna (E), znajdująca się w gwiazdozbiorze Panny. Odkrył ją William Herschel 24 lutego 1786 roku.